# Saison NBA 1998-1999
Navigation
Saison 1997-1998 Saison 1999-2000
La saison NBA 1998-1999 est la 50e saison de la NBA (la 53e en comptant les trois saisons BAA). Les Spurs de San Antonio remportent le titre NBA en battant en finale les Knicks de New York par 4 victoires à 1. En 1998, les propriétaires entament une grève qui dure 191 jours qui se termine le 18 janvier 1999. À cause de ce lockout, la saison ne commence que le 5 février 1999, après la signature d'un nouvel accord salarial de six ans signé entre la NBA et la National Basketball Players Association. Les 29 équipes disputent par conséquent une saison écourtée à 50 matches durant la saison régulière, les 16 équipes qualifiées pour les playoffs jouant une post-saison intégrale.

## Lock-out
Le troisième lock-out de l'histoire de la NBA a duré du 1er juillet 1998 au 20 janvier 1999. Les propriétaires de la NBA cherchaient à modifier le système de plafond salarial de la ligue et à plafonner les salaires individuels des joueurs. La National Basketball Players Association s'est opposée aux projets des propriétaires et souhaitait des augmentations pour les joueurs qui gagnaient le salaire minimum de la ligue.
Alors que le conflit de travail se poursuivait jusqu'en septembre, la pré-saison a été raccourcie à seulement deux matchs au lieu des huit normaux, et les camps d'entraînement ont été reportés sine die. En octobre, c'était la première fois dans l'histoire de la NBA que des matchs étaient annulés en raison d'un conflit de travail. D'autres matchs ont été annulés en novembre et décembre, y compris les matchs de Noël de la ligue (qui se jouaient sur une base annuelle depuis 1947) et le All-Star Game, qui devait se jouer le 14 février 1999. La pré-saison consistait en 2 matchs hors-concours.
Une entente entre les propriétaires et les joueurs a finalement été conclue le 18 janvier 1999. À la reprise du jeu, la saison régulière a été raccourcie à 50 matchs par équipe, contre 82 en temps normal. le temps manqué a été rattrapé en sautant plus de la moitié des matchs disputés entre équipes de la conférence opposée. En conséquence, certaines équipes ne se sont pas rencontrées du tout au cours de la saison écourtée.

## Faits notables
- Michael Jordan a annoncé sa retraite pour la deuxième fois le 13 janvier 1999, alors que le lock-out était toujours en cours. Il reviendra plus tard pour jouer deux saisons supplémentaires pour les Wizards de Washington, de 2001 à 2003.
- La NBA et la National Basketball Players Association signent un nouvel accord collectif d'une durée de six ans.
- Le All-Star Game ne se joue pas cette année-là à cause du lockout.
- À cause de ce conflit, la pré-saison est écourtée à deux matches au lieu des habituels huit matches de préparation, certaines équipes ne se rencontrant pas durant la saison régulière.
- Les Lakers de Los Angeles jouent leur dernière rencontre au Great Western Forum. Parce que la Great Western Bank a cessé d'exister deux saisons auparavant, le nom de l'arène a été remplacé par le nom de l'équipe sur le court central, en prévision du déménagement au Staples Center.
- Les Clippers de Los Angeles ont disputé leur dernière saison au Los Angeles Sports Arena ; eux aussi déménageraient au Staples Center la saison suivante.
- Les Pacers de l'Indiana jouent leur dernière rencontre à la Market Square Arena.
- Les Nuggets de Denver jouent leur dernier match à la McNichols Sports Arena.
- Les Knicks de New York deviennent la deuxième équipe de l'histoire classée à la 8e place à battre l'équipe classée à la 1re place et la première à atteindre les Finales NBA.
- Les Spurs de San Antonio deviennent la première équipe de American Basketball Association (ABA) à remporter le titre de champion NBA.
- Pour la première fois depuis la saison 1954-1955 (et l'instauration de l'horloge des 24 secondes), aucune équipe n'atteint la barre des 100 points de moyenne inscrits.
- Le Heat de Miami a disputé sa dernière saison à la Miami Arena, bien qu'il ait encore joué les deux premiers mois de la saison suivante dans cette arène avant de déménager à l'American Airlines Arena en janvier 2000.
- Les Raptors de Toronto ont disputé leur premier match au Centre Air Canada le 21 février.
- Les Spurs de San Antonio sont devenus la première ancienne équipe de l'ABA à remporter un championnat. (Ils sont l'une des deux équipes ABA survivantes à remporter un titre NBA, puisque les Nuggets ont remporté un titre en 2023. Les Nets et les Pacers n'ont pas encore remporté le championnat NBA bien qu'ils aient tous deux participé à au moins une finale NBA).
- Les Hawks d'Atlanta ont joué une autre saison au Georgia Dome tandis que la Philips Arena a été construite pour la saison 1999-2000. Cette saison serait la dernière apparition des Hawks en séries éliminatoires jusqu'à la saison 2007-08.
- Les Clippers ont égalé le Heat de Miami de la saison 1988-1989 pour la plus longue séquence de défaites pour commencer la saison (17) du 5 février au 11 mars lorsqu'ils ont battu les Kings de Sacramento. En décembre 2009, ce record est battu par les Nets du New Jersey qui ont perdu les dix-huit premiers matchs de la saison.
- Le meneur des Pistons de Detroit, Joe Dumars, a pris sa retraite après quatorze années dans la NBA, qu'il a toutes passées à jouer avec les Pistons.
- L'entraîneur Red Holzman,  membre du Basketball Hall of Fame, est décédé le 13 novembre 1998 à l'âge de 78 ans.
- Pour la première fois en 15 saisons, les Bulls de Chicago ratent les séries éliminatoires. Ils deviendraient également le deuxième champion en titre de l'histoire de la NBA à ne pas participer aux séries éliminatoires, rejoignant les Boston Celtics de de 1969 à 1970.
- Karl Malone du Jazz de l'Utah remporte son deuxième titre de NBA Most Valuable Player (MVP) en trois ans et devient alors le plus ancien joueur à obtenir ce trophée de l'histoire de la NBA.

## Classements de la saison régulière
| Champion de division | Qualifié pour les playoffs | Non qualifié pour les playoffs |

### Par division
| Division Atlantique   | V  | D  | PCT  | GB |
| --------------------- | -- | -- | ---- | -- |
| Heat de Miami         | 33 | 17 | 66.0 | -  |
| Magic d'Orlando       | 33 | 17 | 66.0 | -  |
| 76ers de Philadelphie | 28 | 22 | 56.0 | 5  |
| Knicks de New York    | 27 | 23 | 54.0 | 6  |
| Celtics de Boston     | 19 | 31 | 38.0 | 14 |
| Wizards de Washington | 18 | 32 | 36.0 | 15 |
| Nets du New Jersey    | 16 | 34 | 32.0 | 17 |

| Division Centrale      | V  | D  | PCT  | GB |
| ---------------------- | -- | -- | ---- | -- |
| Pacers de l'Indiana    | 33 | 17 | 66.0 | -  |
| Hawks d'Atlanta        | 31 | 19 | 62.0 | 2  |
| Pistons de Détroit     | 29 | 21 | 58.0 | 4  |
| Bucks de Milwaukee     | 28 | 22 | 56.0 | 5  |
| Hornets de Charlotte   | 26 | 24 | 52.0 | 7  |
| Raptors de Toronto     | 23 | 27 | 46.0 | 10 |
| Cavaliers de Cleveland | 22 | 28 | 44.0 | 11 |
| Bulls de Chicago       | 13 | 37 | 26.0 | 20 |

| Division Midwest          | V  | D  | PCT  | GB |
| ------------------------- | -- | -- | ---- | -- |
| Spurs de San Antonio C    | 37 | 13 | 74.0 | -  |
| Jazz de l'Utah            | 37 | 13 | 74.0 | -  |
| Rockets de Houston        | 31 | 19 | 62.0 | 6  |
| Timberwolves du Minnesota | 25 | 25 | 50.0 | 12 |
| Mavericks de Dallas       | 19 | 31 | 38.0 | 18 |
| Nuggets de Denver         | 14 | 36 | 28.0 | 23 |
| Grizzlies de Vancouver    | 8  | 42 | 16.0 | 29 |

| Division Pacifique        | V  | D  | PCT  | GB |
| ------------------------- | -- | -- | ---- | -- |
| Trail Blazers de Portland | 35 | 15 | 70.0 | -  |
| Lakers de Los Angeles     | 31 | 19 | 62.0 | 4  |
| Kings de Sacramento       | 27 | 23 | 54.0 | 8  |
| Suns de Phoenix           | 27 | 23 | 54.0 | 8  |
| SuperSonics de Seattle    | 25 | 25 | 50.0 | 10 |
| Warriors de Golden State  | 21 | 29 | 42.0 | 14 |
| Clippers de Los Angeles   | 9  | 41 | 18.0 | 26 |

### Par conférence
| Conférence Est | Conférence Est         | Conférence Est | Conférence Est | Conférence Est |
| No             | Franchise              | Vic.           | Déf.           | PCT            |
| -------------- | ---------------------- | -------------- | -------------- | -------------- |
| 1              | Heat de Miami          | 33             | 17             | 66.0           |
| 2              | Pacers de l'Indiana    | 33             | 17             | 66.0           |
| 3              | Magic d'Orlando        | 33             | 17             | 66.0           |
| 4              | Hawks d'Atlanta        | 31             | 19             | 62.0           |
| 5              | Pistons de Détroit     | 29             | 21             | 58.0           |
| 6              | 76ers de Philadelphie  | 28             | 22             | 56.0           |
| 7              | Bucks de Milwaukee     | 28             | 22             | 56.0           |
| 8              | Knicks de New York     | 27             | 23             | 54.0           |
|                |                        |                |                |                |
| 9              | Hornets de Charlotte   | 26             | 24             | 52.0           |
| 10             | Raptors de Toronto     | 23             | 27             | 46.0           |
| 11             | Cavaliers de Cleveland | 22             | 28             | 44.0           |
| 12             | Celtics de Boston      | 19             | 31             | 38.0           |
| 13             | Wizards de Washington  | 18             | 32             | 36.0           |
| 14             | Nets du New Jersey     | 16             | 34             | 32.0           |
| 15             | Bulls de Chicago       | 13             | 37             | 26.0           |

| Conférence Ouest | Conférence Ouest          | Conférence Ouest | Conférence Ouest | Conférence Ouest |
| No               | Franchise                 | Vic.             | Déf.             | PCT              |
| ---------------- | ------------------------- | ---------------- | ---------------- | ---------------- |
| 1                | Spurs de San Antonio C    | 37               | 13               | 74.0             |
| 2                | Trail Blazers de Portland | 35               | 15               | 70.0             |
| 3                | Jazz de l'Utah            | 37               | 13               | 74.0             |
| 4                | Lakers de Los Angeles     | 31               | 19               | 62.0             |
| 5                | Rockets de Houston        | 31               | 19               | 62.0             |
| 6                | Kings de Sacramento       | 27               | 23               | 54.0             |
| 7                | Suns de Phoenix           | 27               | 23               | 54.0             |
| 8                | Timberwolves du Minnesota | 25               | 25               | 50.0             |
|                  |                           |                  |                  |                  |
| 9                | SuperSonics de Seattle    | 25               | 25               | 50.0             |
| 10               | Warriors de Golden State  | 21               | 29               | 42.0             |
| 11               | Mavericks de Dallas       | 19               | 31               | 38.0             |
| 12               | Nuggets de Denver         | 14               | 36               | 28.0             |
| 13               | Clippers de Los Angeles   | 9                | 41               | 18.0             |
| 14               | Grizzlies de Vancouver    | 8                | 42               | 16.0             |

C - Champions NBA

## Playoffs
|  | 1er tour         | 1er tour                  | 1er tour              |   |                       | Demi-finales de Conférence | Demi-finales de Conférence | Demi-finales de Conférence |  |   | Finales de Conférence | Finales de Conférence | Finales de Conférence |  |    | Finales NBA        | Finales NBA | Finales NBA |
|  |                  |                           |                       |   |                       |                            |                            |                            |  |   |                       |                       |                       |  |    |                    |             |             |
|  | 1                | Heat de Miami             | 2                     |   |                       |                            |                            |                            |  |   |                       |                       |                       |  |    |                    |             |             |
|  | 8                | Knicks de New York        | 3                     |   |                       |                            |                            |                            |  |   |                       |                       |                       |  |    |                    |             |             |
|  | 8                | Knicks de New York        | 3                     |   | 8                     | Knicks de New York         | 4                          |                            |  |   |                       |                       |                       |  |    |                    |             |             |
|  |                  |                           |                       |   | 8                     | Knicks de New York         | 4                          |                            |  |   |                       |                       |                       |  |    |                    |             |             |
|  |                  | 4                         | Hawks d'Atlanta       | 0 |                       |                            |                            |                            |  |   |                       |                       |                       |  |    |                    |             |             |
|  | 4                | 4                         | Hawks d'Atlanta       | 0 | Hawks d'Atlanta       | 3                          |                            |                            |  |   |                       |                       |                       |  |    |                    |             |             |
|  | 4                |                           |                       |   | Hawks d'Atlanta       | 3                          |                            |                            |  |   |                       |                       |                       |  |    |                    |             |             |
|  | 5                | Pistons de Détroit        | 2                     |   |                       |                            |                            |                            |  |   |                       |                       |                       |  |    |                    |             |             |
|  | 5                | Pistons de Détroit        | 2                     |   |                       |                            |                            |                            |  | 8 | Knicks de New York    | 4                     |                       |  |    |                    |             |             |
|  | Conférence Est   |                           |                       |   |                       |                            |                            |                            |  | 8 | Knicks de New York    | 4                     |                       |  |    |                    |             |             |
|  |                  | 2                         | Pacers de l'Indiana   | 2 |                       |                            |                            |                            |  |   |                       |                       |                       |  |    |                    |             |             |
|  | 3                | 2                         | Pacers de l'Indiana   | 2 | Magic d'Orlando       | 1                          |                            |                            |  |   |                       |                       |                       |  |    |                    |             |             |
|  | 3                |                           |                       |   | Magic d'Orlando       | 1                          |                            |                            |  |   |                       |                       |                       |  |    |                    |             |             |
|  | 6                | 76ers de Philadelphie     | 3                     |   |                       |                            |                            |                            |  |   |                       |                       |                       |  |    |                    |             |             |
|  | 6                | 76ers de Philadelphie     | 3                     |   | 6                     | 76ers de Philadelphie      | 0                          |                            |  |   |                       |                       |                       |  |    |                    |             |             |
|  |                  |                           |                       |   | 6                     | 76ers de Philadelphie      | 0                          |                            |  |   |                       |                       |                       |  |    |                    |             |             |
|  |                  | 2                         | Pacers de l'Indiana   | 4 |                       |                            |                            |                            |  |   |                       |                       |                       |  |    |                    |             |             |
|  | 2                | 2                         | Pacers de l'Indiana   | 4 | Pacers de l'Indiana   | 3                          |                            |                            |  |   |                       |                       |                       |  |    |                    |             |             |
|  | 2                |                           |                       |   | Pacers de l'Indiana   | 3                          |                            |                            |  |   |                       |                       |                       |  |    |                    |             |             |
|  | 7                | Bucks de Milwaukee        | 0                     |   |                       |                            |                            |                            |  |   |                       |                       |                       |  |    |                    |             |             |
|  | 7                | Bucks de Milwaukee        | 0                     |   |                       |                            |                            |                            |  |   |                       |                       |                       |  | E8 | Knicks de New York | 1           |             |
|  |                  |                           |                       |   |                       |                            |                            |                            |  |   |                       |                       |                       |  | E8 | Knicks de New York | 1           |             |
|  |                  | O1                        | Spurs de San Antonio  | 4 |                       |                            |                            |                            |  |   |                       |                       |                       |  |    |                    |             |             |
|  | 1                | O1                        | Spurs de San Antonio  | 4 | Spurs de San Antonio  | 3                          |                            |                            |  |   |                       |                       |                       |  |    |                    |             |             |
|  | 1                |                           |                       |   | Spurs de San Antonio  | 3                          |                            |                            |  |   |                       |                       |                       |  |    |                    |             |             |
|  | 8                | Timberwolves du Minnesota | 1                     |   |                       |                            |                            |                            |  |   |                       |                       |                       |  |    |                    |             |             |
|  | 8                | Timberwolves du Minnesota | 1                     |   | 1                     | Spurs de San Antonio       | 4                          |                            |  |   |                       |                       |                       |  |    |                    |             |             |
|  |                  |                           |                       |   | 1                     | Spurs de San Antonio       | 4                          |                            |  |   |                       |                       |                       |  |    |                    |             |             |
|  |                  | 4                         | Lakers de Los Angeles | 0 |                       |                            |                            |                            |  |   |                       |                       |                       |  |    |                    |             |             |
|  | 4                | 4                         | Lakers de Los Angeles | 0 | Lakers de Los Angeles | 3                          |                            |                            |  |   |                       |                       |                       |  |    |                    |             |             |
|  | 4                |                           |                       |   | Lakers de Los Angeles | 3                          |                            |                            |  |   |                       |                       |                       |  |    |                    |             |             |
|  | 5                | Rockets de Houston        | 1                     |   |                       |                            |                            |                            |  |   |                       |                       |                       |  |    |                    |             |             |
|  | 5                | Rockets de Houston        | 1                     |   |                       |                            |                            |                            |  | 1 | Spurs de San Antonio  | 4                     |                       |  |    |                    |             |             |
|  | Conférence Ouest |                           |                       |   |                       |                            |                            |                            |  | 1 | Spurs de San Antonio  | 4                     |                       |  |    |                    |             |             |
|  |                  | 2                         | Portland TrailBlazers | 0 |                       |                            |                            |                            |  |   |                       |                       |                       |  |    |                    |             |             |
|  | 3                | 2                         | Portland TrailBlazers | 0 | Jazz de l'Utah        | 3                          |                            |                            |  |   |                       |                       |                       |  |    |                    |             |             |
|  | 3                |                           |                       |   | Jazz de l'Utah        | 3                          |                            |                            |  |   |                       |                       |                       |  |    |                    |             |             |
|  | 6                | Kings de Sacramento       | 2                     |   |                       |                            |                            |                            |  |   |                       |                       |                       |  |    |                    |             |             |
|  | 6                | Kings de Sacramento       | 2                     |   | 3                     | Jazz de l'Utah             | 2                          |                            |  |   |                       |                       |                       |  |    |                    |             |             |
|  |                  |                           |                       |   | 3                     | Jazz de l'Utah             | 2                          |                            |  |   |                       |                       |                       |  |    |                    |             |             |
|  |                  | 2                         | Portland TrailBlazers | 4 |                       |                            |                            |                            |  |   |                       |                       |                       |  |    |                    |             |             |
|  | 2                | 2                         | Portland TrailBlazers | 4 | Portland TrailBlazers | 3                          |                            |                            |  |   |                       |                       |                       |  |    |                    |             |             |
|  | 2                |                           |                       |   | Portland TrailBlazers | 3                          |                            |                            |  |   |                       |                       |                       |  |    |                    |             |             |
|  | 7                | Suns de Phoenix           | 0                     |   |                       |                            |                            |                            |  |   |                       |                       |                       |  |    |                    |             |             |

## Leaders statistiques de la saison régulière
| Catégorie                      | Joueur           | Équipe                | Statistique |
| ------------------------------ | ---------------- | --------------------- | ----------- |
| Points par match               | Allen Iverson    | 76ers de Philadelphie | 26.8        |
| Rebonds par match              | Chris Webber     | Kings de Sacramento   | 13.0        |
| Passes par match               | Jason Kidd       | Suns de Phoenix       | 10.8        |
| Interceptions par match        | Kendall Gill     | Nets du New Jersey    | 2.7         |
| Contres par match              | Alonzo Mourning  | Heat de Miami         | 3.9         |
| Pourcentage aux tirs           | Shaquille O'Neal | Lakers de Los Angeles | 57.6        |
| Pourcentage à 3 points         | Dell Curry       | Bucks de Milwaukee    | 47.6        |
| Pourcentage aux lancers-francs | Reggie Miller    | Pacers de l'Indiana   | 91.5        |

## Récompenses individuelles
- Most Valuable Player : Karl Malone, Utah Jazz
- Rookie of the Year : Vince Carter, Toronto Raptors
- Defensive Player of the Year : Alonzo Mourning, Miami Heat
- Sixth Man of the Year : Darrell Armstrong, Orlando Magic
- Most Improved Player : Darrell Armstrong, Orlando Magic
- Coach of the Year : Mike Dunleavy, Portland Trail Blazers
- Executive of the Year : Geoff Petrie, Sacramento Kings
- NBA Sportsmanship Award : Hersey Hawkins, Seattle SuperSonics
- J.Walter Kennedy Sportsmanship Award : Brian Grant, Portland Trail Blazers

- All-NBA First Team :
  - F - Tim Duncan, San Antonio Spurs
  - F - Karl Malone, Utah Jazz
  - C - Alonzo Mourning, Miami Heat
  - G - Allen Iverson, Philadelphia 76ers
  - G - Jason Kidd, Phoenix Suns

- All-NBA Second Team :
  - F - Chris Webber, Sacramento Kings
  - F - Grant Hill, Detroit Pistons
  - C - Shaquille O'Neal, Los Angeles Lakers
  - G - Gary Payton, Seattle Supersonics
  - G - Tim Hardaway, Miami Heat

- All-NBA Third Team :
  - F - Kevin Garnett, Minnesota Timberwolves
  - F - Antonio McDyess, Denver Nuggets
  - C - Hakeem Olajuwon, Houston Rockets
  - G - Kobe Bryant, Los Angeles Lakers
  - G - John Stockton, Utah Jazz

- NBA All-Defensive First Team :
  - F - Tim Duncan, San Antonio Spurs
  - F - Karl Malone, Utah Jazz
  - F - Scottie Pippen, Houston Rockets
  - C - Alonzo Mourning, Miami Heat
  - G - Gary Payton, Seattle Supersonics
  - G - Jason Kidd, Phoenix Suns

- NBA All-Defensive Second Team :
  - F - P. J. Brown, Miami Heat
  - F - Theo Ratliff, Philadelphia 76ers
  - C - Dikembe Mutombo, Hawks d'Atlanta
  - G - Eddie Jones, Los Angeles Lakers/Charlotte Hornets
  - G - Mookie Blaylock, Hawks d'Atlanta

- NBA All-Rookie First Team :
  - Vince Carter, Toronto Raptors
  - Paul Pierce, Celtics de Boston
  - Jason Williams, Sacramento Kings
  - Mike Bibby, Vancouver Grizzlies
  - Matt Harpring, Orlando Magic

- NBA All-Rookie Second Team :
  - Antawn Jamison, Golden State Warriors
  - Michael Doleac, Orlando Magic
  - Michael Olowokandi, Los Angeles Clippers
  - Michael Dickerson, Houston Rockets
  - Cuttino Mobley, Houston Rockets

- MVP des Finales : Tim Duncan, San Antonio Spurs